# Arany(I,III)-klorid
Az arany(I,III)-klorid fekete színű, fényérzékeny, szilárd anyag, képlete Au4Cl8. Benne kétféle oxidációs állapotú aranyatom található: síknégyzetes térszerkerkezetű arany(III), illetve közel lineáris arany(I). A levegőre és a nedvességre is rendkívül érzékeny.

## Előállítása
Arany(III)-klorid és karbonil-klorid vagy szén-monoxid szobahőmérsékleten végzett reakciójával állítható elő tionil-kloridban.
Au2(CO)Cl4 + Au2Cl6 → COCl2 + Au4Cl8
2 Au2Cl6 + 2 CO → Au4Cl8 + 2 COCl2

## Szerkezete és tulajdonságai
Triklin egykristályai a P1 tércsoportba tartoznak, bennük különálló, idealizált C2h szimmetriájú Au4Cl8 molekulák találhatók. Ezen belül az Au(I) centrumok koordinációja lineáris, a Cl−Au−Cl kötésszög 175,0° (majdnem az ideális 180°), az átlagos kötéshossz 230 pm (2,30 Å). Az Au(III) centrum kissé torzult síknégyzetes konformációt vesz fel, melyben a Au−Cl kötéshossz a hídhelyzetű kloridoknál (233 pm) valamivel hosszabb, mint a láncvégi kloridok esetében (224 pm).

## Fordítás
Ez a szócikk részben vagy egészben  a   Gold(I,III) chloride című angol Wikipédia-szócikk ezen változatának fordításán alapul.  Az eredeti cikk szerkesztőit annak laptörténete sorolja fel. Ez a jelzés csupán a megfogalmazás eredetét és a szerzői jogokat jelzi, nem szolgál a cikkben szereplő információk forrásmegjelöléseként.